# Lokvanji
Lokvanji (COBISS) je pesniška zbirka Jurija Koviča, izšla je leta 2002 pri Založbi Mondena.

## Vsebina
Gre za izbor pesmi, napisanih med letoma 1978 in 1993. Poezija je zelo odprta in tematsko raznolika, pa vendar ima tri osrednje tematske sklope: erotiko, predanost poeziji z brezpogojnim zaupanjem vanjo in etično podstat, ki dela to poezijo izrazito humanistično. Na to odprtost poetskih motivov, ki pa se v pesmi, ali vsaj v njeni poanti, vselej poosebijo v pesnika, kažejo že naslovi njegovih pesmi, vezani na naravo, potovanja, znane in že same po sebi simbolne osebnosti iz literature, zgodovine, mitov, religije ali iz filozofskega in drugega pojmovnega sveta.